# Julian Nagelsmann
Julian Nagelsmann (nascut el 23 de juliol de 1987) és exfutbolista i entrenador de futbol professional alemany,  és entrenador de la selecció alemanya.
Conegut per la seva versatilitat amb les formacions, el manteniment de la possessió i la implementació de la pressió, Nagelsmann és considerat un dels millors entrenadors joves del futbol mundial.

## Primers anys
Nagelsmann va néixer el 23 de juliol de 1987 a Landsberg am Lech, Baviera. Va jugar al FC Augsburg i al Munich 1860 a nivell juvenil i va ser el capità de l'equip sub-17 de Múnic. La temporada 2006–07, va formar part del segon equip però no va poder jugar ni un sol partit a causa de les lesions. Nagelsmann va tornar a Augsburg per a la temporada 2007-08 entrenat per Thomas Tuchel, però es va lesionar el genoll i el menisc per segona vegada, danyant el cartílag. Com a resultat, va decidir acabar la seva carrera futbolística als 20 anys. Ja havia ajudat el seu entrenador principal Thomas Tuchel com a scout durant la primera meitat del 2008. Va estudiar administració d'empreses a la universitat durant quatre semestres fins que es va passar a les ciències de l'esport. Després es va concentrar en l'entrenament, tornant al seu antic club 1860 Munich com a ajudant d'Alexander Schmidt per a l'equip sub-17 de Múnic del 2008 al 2010.

## Carrera d'entrenador

### Inicis
Nagelsmann es va incorporar a l'acadèmia juvenil de 1899 Hoffenheim el 2010 i va entrenar diferents equips juvenils els anys següents. Va ser ajudant d'entrenador durant la temporada 2012-13 del Hoffenheim, i fins a l'11 de febrer de 2016, va estar entrenant l'equip sub-19 del club. Va entrenar l'"equip juvenil" sub-19 del Hoffenheim per guanyar el títol de la Bundesliga sub 19 2013-14. Durant la seva etapa com a entrenador ajudant, el porter Tim Wiese va sobrenomenar Nagelsmann "Mini- Mourinho".

### 1899 Hoffenheim
Nagelsmann va ser nomenat entrenador en cap del 1899 Hoffenheim el 27 d'octubre de 2015. Havia de començar el seu mandat a principis de la temporada 2016-17. Li van donar un contracte de tres anys. En el moment del seu nomenament, Nagelsmann tenia 28 anys i l'entrenador més jove de la història de la Bundesliga. Havia de ser el successor de Huub Stevens, que havia substituït Markus Gisdol l'any anterior. El 10 de febrer de 2016, Stevens va dimitir com a entrenador en cap per problemes de salut, i el mandat de Nagelsmann com a entrenador en cap va ser avançat per la junta de Hoffenheim un dia després.
Quan Nagelsmann es va fer càrrec del club el febrer de 2016, el Hoffenheim era 17è a la taula, a 7 punts de la seguretat del 15è lloc i s'enfrontava al descens. Amb Nagelsmann van evitar el descens guanyant 7 dels 14 partits restants i van acabar un punt per sobre del lloc de descens. La seva bona ratxa de joc va continuar a la temporada de la Bundesliga 2016-17, on van acabar quart a la taula i es van classificar per a la UEFA Champions League per primera vegada en la seva història.
El 9 de juny de 2017, Hoffenheim va ampliar el contracte de Nagelsmann fins al 2021. El 21 de juny de 2018, Hoffenheim va anunciar que Nagelsmann deixaria el club al final de la temporada 2018-19. Va supervisar el seu partit número 100 com a entrenador del Hoffenheim el 19 de gener de 2019, en la derrota per 3-1 davant el Bayern de Múnic. En fer-ho, es va convertir en l'entrenador més jove de la Bundesliga en assolir la fita dels 100 partits.

### RB Leipzig

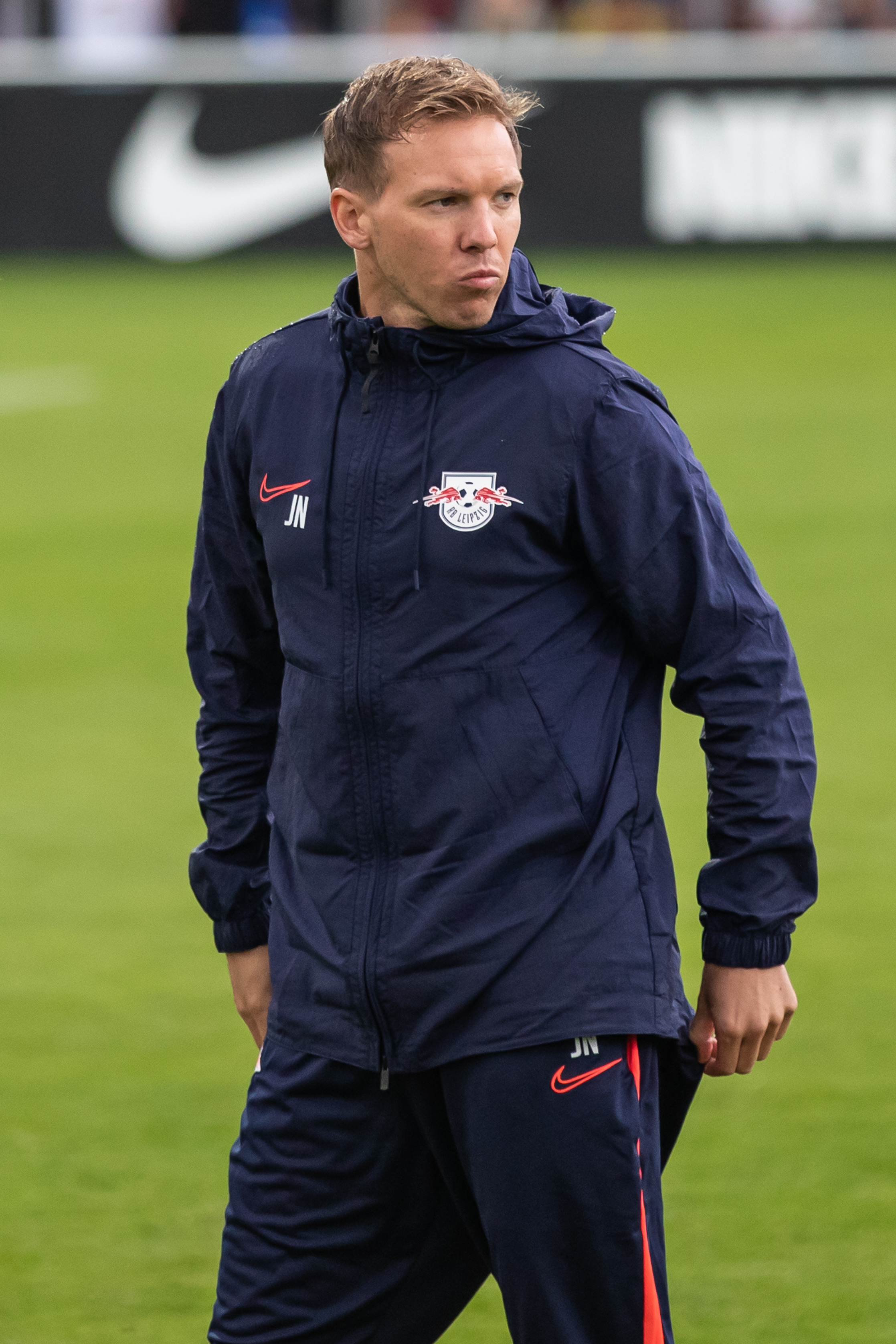
Nagelsmann entrenant el RB Leipzig el 2019

El 21 de juny de 2019, l'RB Leipzig va anunciar que Nagelsmann seria el seu entrenador a partir de la temporada 2019-20 i va signar un contracte de quatre anys que expiraria el 2023. Nagelsmann va guanyar el seu primer partit de la Bundesliga com a entrenador de l'RB Leipzig contra el FC Union Berlin per 4-0, també va portar el Leipzig a un empat 1-1 contra el FC Bayern de Múnic. La jornada 10, el Leipzig va guanyar contra el Mainz per 8-0. Nagelsmann es va enfrontar al seu antic club Hoffenheim la jornada 14 i va guanyar 3–1 contra ells.
El 10 de març de 2020, després de la victòria del Leipzig per 4-0 contra el Tottenham Hotspur, Nagelsmann es va convertir en l'entrenador més jove de la història a guanyar una eliminatòria per eliminatòria de la Lliga de Campions de la UEFA.
El 13 d'agost de 2020, l'RB Leipzig va derrotar l'Atlètic de Madrid per 2-1 als quarts de final, el que significa que el Leipzig passaria a les semifinals de la Lliga de Campions per primera vegada en la seva història. Per tant, Nagelsmann es va convertir en l'entrenador més jove de la història en entrenar un equip a les semifinals.
El 18 d'agost de 2020, l'RB Leipzig va jugar contra el Paris Saint-Germain a les semifinals de la Lliga de Campions, on Nagelsmann es va enfrontar al seu antic cap durant el seu pas a Augsburg, Thomas Tuchel. Tanmateix, l'RB Leipzig va perdre 3-0 davant el Paris Saint-Germain.
A la temporada 2020-21, l'RB Leipzig va acabar segon a la Bundesliga i va perdre la final de la DFB-Pokal per 4-1 contra el Borussia Dortmund.

### Bayern de Múnic
El 27 d'abril de 2021, el Bayern de Múnic va nomenar Nagelsmann com a entrenador en cap amb un contracte de cinc anys, efectiu a partir de l'1 de juliol de 2021, en substitució de Hansi Flick per un rècord mundial pel que fa a traspassos d'entrenadors, de 25 milions d'euros. El primer partit competitiu de Nagelsmann va ser un empat 1-1 contra el Borussia Mönchengladbach a la Bundesliga.
En la primera victòria de Nagelsmann amb el Bayern, va guanyar el seu primer títol com a entrenador en la victòria del Bayern per 3-1 sobre el Borussia Dortmund a la DFL-Supercup del 2021.
El 24 d'agost de 2021, Nagelsmann va liderar el Bayern a una victòria per 12-0 contra el Bremer SV durant la primera ronda de la DFB-Pokal 2021-22. El marcador va ser la seva victòria més gran en 24 anys, des de la seva victòria per 16-1 contra DJK Waldberg a la Copa DFB l'agost de 1997.
El 12 d'abril de 2022, Nagelsmann i el seu equip van ser eliminats dels quarts de final de la Lliga de Campions de la UEFA per 2-1 en el global pel Vila-real CF. El 23 d'abril de 2022, va guanyar el seu segon títol, el seu primer títol de la Bundesliga, amb tres partits de sobra.

## Palmarès

### Entrenador
RB Leipzig
- Subcampió de la DFB-Pokal: 2020–21[23]

Bayern de Múnic
- Bundesliga: 2021-22
- DFL-Supercup: 2021,[29] 2022

Individual
- Entrenador de la temporada VDV (Alemanya): 2016–17[34]
- Entrenador de futbol alemany de l'any: 2017[35]
- Tercer lloc de l'entrenador masculí de l'any de la UEFA: 2019–20[36]